# Liste der Monuments historiques in Fontenailles (Seine-et-Marne)
Die Liste der Monuments historiques in Fontenailles (Seine-et-Marne) führt die Monuments historiques in der französischen Gemeinde Fontenailles auf.

## Liste der Objekte
| Bezeichnung                    | Beschreibung          | Standort                       | Kennzeichnung | Schutzstatus | Datum | Bild |
| ------------------------------ | --------------------- | ------------------------------ | ------------- | ------------ | ----- | ---- |
| Skulptur des heiligen Fiacrius | 19. Jahrhundert, Holz | in der Kirche St-Fiacre (Lage) | PM77003802    | Inscrit      | 1980  |      |